# Larken Disk System
Larken Disk System je řadič disketových jednotek pro počítače Timex Sinclair 2068 vyvinutý společností Larken Automation. K řadiči je možné připojit až čtyři disketové mechaniky a 256KiB ramdisk. Na disketách pro Larken Disk System byl publikován elektronický časopis Byte Power.
Pro počítače Timex Sinclair 1000 a Sinclair ZX81 později vznikl disketový řadič se stejným formátem diskety Larken TS1000 Disk System.

## Ovládání řadiče
Operačním systémem disketového řadiče je LKDOS, který je obsažen na kártridži. LKDOS existuje nejenom pro Larken Disk System, ale také pro řadič Oliger, Aerco FD-68 a Ramex Millenia K. Tyto řadiče mohou být připojeny současně, což zvyšuje počet možných současně připojených disketových mechanik ovládaných pomocí LKDOSu.

### Používané příkazy
Příkazy pro ovládání Larken Disk Systemu jsou standardní příkazy Basicu, kterým předchází příkaz RANDOMIZE USR 100 nebo PRINT #4. Kromě příkazů pro práci s disketovými mechanikami přidává i příkazy rozšířující možnosti Sinclair BASICu. Další příkazy jsou přidávány utilitou pro přístup k sekvenčním souborům. Manuál k zařízení doporučoval používat PRINT #4.
Příkazy LKDOSu je také možné volat uložením adresy volaného příkazu na adresy 8200 a 8201 a zavolat USR 110.

#### Příkazy pro práci s disketovými mechanikami
- RANDOMIZE USR 100: OPEN #4,"dd" – umožní používat PRINT #4 místo RANDOMIZE USR 100,
- PRINT #4: SAVE "název souboru" – uložení souboru na disketu, fungují všechny varianty jako u verze pro ukládání na kazetu,
- PRINT #4: LOAD "název souboru" – nahrání souboru z diskety (po zadání příkazu  POKE 23728,100 se při nenalezeném souboru program nezastaví s chybovým hlášením, ale pokračuje dalším příkazem, pouze na adresu 23728 je uložena hodnota 101),
- PRINT #4: MERGE "název souboru"
- PRINT #4: CAT "" - katalog diskety,
- PRINT #4: CAT "výraz" - výpis souborů, které odpovídají zadanému výrazu, lze použít zástupný znak ^, který nahrazuje jakýkoliv jeden znak,
- PRINT #4: CAT - katalog diskety, pokud je Larken Disk System používán společně s emulátorem ZX Spectra (ZX Spectrum neumožňuje zadat příkazy CAT "" a CAT "výraz"),
- PRINT #4: ERASE "název souboru", - smazání souboru z diskety, příkaz vyžaduje, aby za názvem souboru v uvozovkách byla uvedena čárka,
- PRINT #4: GO TO n - výběr aktivní mechaniky (0-3 - disketové mechaniky, 4 - ramdisk),
- PRINT #4: PRINT "název souboru" - výpis obsahu souboru,
- PRINT #4: VERIFY - ověření stavu povrchu diskety,
- PRINT #4: NEW - teplý autostart AUTOSTART programu,[9][pozn. 3]
- MOVE - přejmenování souboru.[10]

Název souboru může být nejvýše 6 znaků dlouhý následovaný tečkou a dvouznakovou příponou. Přípona může být:
- A - dimenzovaná proměnná,
- B - program v Basicu,
- C - binární data/strojový kód.

Pokud je ukládaným souborem dimenzovaná řetězcová proměnná, musí být druhým znakem přípony znak $. Jinak může být druhým znakem přípony jakýkoliv znak, kromě znaku ↑, který se používá jako zástupný znak pro příkaz CAT.
Inspirován MS-DOSem a operačními systémy jiných „velkých“ počítačů, LKDOS nemá příkazy pro formátování diskety a pro kopírování souborů z jedné diskety na jinou, tyto jsou prováděny samostatnými programy. Dalším důvodem pro nezakomponováním příkazu pro kopírování souborů na jinou disketu bylo, že se autor snažil, aby LKDOS byl kompatibilní i s jinými systémy, takže řešení v ROM by mohlo být příliš složité. Kopírování souborů z jedné diskety na jinou vyžaduje alespoň dvě disketové mechaniky.

#### Příkazy rozšiřující možnosti Sinclair BASICu
- PRINT #4: DRAW šířka, výška, vzor - nakreslení obdélníku vyplněného zadaným vzorem[pozn. 4],
- PRINT #4: CIRCLE x, y, vzor - vyplnění uzavřené oblasti daným vzorem, začíná na pozici o souřadnicích x, y,
- PRINT #4: INK n - okamžitá změna barvy písma celého obrazu,
- PRINT #4: PAPER n - okamžitá barva podkladu celého obrazu,
- PRINT #4: POKE adresa, data - uložení 16bitového čísla na zvolenou adresu,
- PRINT #4: OPEN #n, "zařízení" - připojení zvoleného kanálu na příslušnou linku, zařízení může být:
  - w0, w1, w2 - textové okno na obrazovce,
  - lp - paralelní port tiskového interface Aerco,[pozn. 5]
- PRINT #4: CLOSE #n - zavření linky (pouze pro linky otevřené příkazem PRINT #4: OPEN #n, "zařízení", nikoliv pro linky otevřené standardním příkazem OPEN #n, "zařízení"),
- PRINT #4: INPUT #okno, y levého horního rohu, x levého horního rohu, x pravého spodního rohu, y pravého spodního rohu - definice velikosti okna v tiskových souřadnicích příkazu PRINT,
- PRINT #4: CLEAR okno - smazání obsahu okna (CLS okna).

#### Příkazy utility pro přístup k sekvenčním souborům
Příkazy utility pro přístup k sekvenčním souborům mají stejnou strukturu jako příkazy LKDOSu, pouze místo RANDOMIZE USR 100 nebo PRINT #4 jim předchází RANDOMIZE USR 26800:
- RANDOMIZE USR 26800: OPEN #n, "název souboru", OUT - připojení výstupního sekvenčního souboru na linku n,
- RANDOMIZE USR 26800: OPEN #n, "název souboru", RND - připojení vstupně výstupního souboru s náhodným přístupem na linku n,
- RANDOMIZE USR 26800; DATA n, velikost záznamu - nastavení velikosti záznamu vstupně výstupního souboru s náhodným přístupem připojeného na linku n,
- RANDOMIZE USR 26800: CLOSE #n - zavření souboru připojeného na linku n,
- LET x = USR 26800: DATA n, velikost záznamu, "hledaný výraz" – nalezení hledaného výrazu ve vstupně výstupním souboru s náhodným přístupem připojeném na lince n, v x je vrácena relativní poloha záznamu obsahující hledaný výraz vzhledem k aktuálnímu záznamu,
- RANDOMIZE USR 26800: LIST – výpis aktuálně otevřených linek a na ně připojených souborů.

V případě výsupního sekvenčního souboru mohou být data přidávána na konec souboru, příp. může být vytvořen soubor nový, ale data z něho nemohou být čtena. V případě vstupně výstupního souboru s náhodným přístupem mohou být data zapisována i čtena, ale nemůže být měněna délka souboru. Pozice pro zápis a pro čtení může být nastavena příkazem PRINT #n; TAB pořadí záznamu;.

### Současné používání LKDOSu a jiných DOSů
LKDOS existuje i pro jiné diskové systémy a je možné současně používat LKDOS i původní DOS daného disketového systému. Při současném používání RAMEX DOSu a LKDOSu není pro spouštění příkazů LKDOSu používat PRINT #4, protože příkazy RAMEX DOSu se volají také s použitím PRINT #4. Je proto nutné používat PRINT #4 pro volání příkazů RAMEX DOSu a pro LKDOS používat RANDOMIZE USR 100.
Pro umožňění současného používání LKDOSu a AERCO DOSu je nutné pro AERCO DOS zablokovat signál NMI.
Pro současné používání LKDOSu verze O3 a diskového systému Oliger je nutné mít u systému Oliger ROM verze alespoň 2.54, při použití systému Oliger s ROM verze 2.53 dochází ke smazání stopy s adresářem. Při spuštění počítače je nutné deaktivovat desku ROM řadiče Oliger, čímž počítač nastartuje do stavu, kdy mechaniky řadiče Oliger jsou ovládány LKDOSem. Po následné aktivaci desky ROM řadiče Oliger a zadání příkazu RESTORE /s je následně aktivován i DOS řadiče Oliger. Pro formátování disket pro Larken Disk System je nutné místo programu FORMAT.Bo použít program FORMAT.B1.

### LogiCall
Pro zjednodušení načítání programů je možné použít program LogiCall spouštěný autostartem. Po spuštění LogiCallu je zobrazen katalog disku a program se zeptá na číslo mechaniky. S pomocí kurzových šipek je možné vybrat program se má spustit, při pohybu v katalogu se název aktuálního programu zobrazuje vedle dotazu na program. Spuštění vybraného programu je pak provedeno pomocí klávesy Enter. Kromě spouštění programů program také umí zobrazovat kopie obrazovky s příponou .C$ a zobrazovat obsah textových souborů s příponami .CT a .Cm.

## Historie
První generace systému byla založena na DOSu v EPROM, která se připojovala od adresy 63488 a potřebné soubory na disketě. Druhá fáze první generace byla založena na kártridži, která se připojovala do oblasti ROM, když se pracovalo s disketou. První generace umožňovala formátovat diskety na kapacitu 160 KiB a na disketu bylo možné uložit 50 souborů.
Druhá generace disketového řadiče byla založena na kártridži a desce interfacu, který se připojoval vertikálně za počítač. Druhá generace umožňovala formátovat diskety na kapacitu přes 400 KiB.
V listopadu 1988 byla vydána LKDOS EPROM verze 3. Tato verze přinesla mimo jiné obsluhu sekvenčních souborů, příkaz pro přejmenování souborů, vylepšený ovladač tisku, vylepšené ukládání souborů přes NMI, uživatelem definované příkazy, příkazy pro ramdisk a rychlejší inicializaci po zapnutí. Tiskový ovladač je až na 50 bytů celý uložen v EPROM, 50 bytů v RAM je automaticky inicializováno. Ovladač umožňuje nastavit levý okraj, automatický line feed a délku řádku. Pomocí POKE je možné přepínat mezi tiskem přes tiskový interface Aerco, Oliger, Tasman, A&J, nebo uživatelem definovaný tiskový interface. Pro tisk je možné použít buď paralelní tiskárnu nebo tiskárnu TS 2040 nebo obě tiskárny současně. NMI nově umožňuje vybrat mezi uložením obsahu celé paměti včetně obsahu obrazovky nebo celé paměti bez obsahu obrazovky.
V roce 1988 vytvořil Bob Mitchel nezávislé rutiny pro LOAD a SAVE, aby nemusel spoléhat na původní LKDOS.
Stará verze Larken Disk Systemu využívala buď přímo port 31 nebo alespoň využívala bit A5 adresové sběrnice, což způsobovalo kolize při současném připojení Larken Disk Systemu a interface pro Kempston joystick k počítači.

## Technické informace
- kapacita diskety: 400 KiB (oboustranná disketa, 40 stop), 200 KiB (jednostranná disketa, 40 stop), 800 KiB (oboustranná disketa, 80 stop),
- čip řadiče: WD1770,[19]
- ROM: 8 KiB EPROM,[5]
- RAM: 8 KiB,[5]
- plně průchozí systémový konektor pro připojení dalších periférií,[4]
- port pro Kempston joystick.[4]

Adresář disketového systému obsahuje pro každý soubor několik ukazatelů (podobně jako MS-DOS), takže může docházet k fragmentaci souborů. Pro odstranění fragmentace je nutné soubory zkopírovat na jinou disketu. Soubory mají na začátku záhlaví, které mimo jiné obsahuje CRC. CRC je v záhlaví kvůli ramdisku, disketové řadič počítá vlastní CRC.

### Systémové proměnné
- 8194 - příznak, zda byla funkce spuštěna z Basicu (obsahuje hodnotu 1) nebo z NMI (obsahuje hodnotu 1). Některé příkazy nastavují příznak na hodnotu 11.[21]

### Vstupní body některých rutin
| adresa | adresa | funkce                                                                             |
| ------ | ------ | ---------------------------------------------------------------------------------- |
| 138    | 008A   | čtení řetězce na adrese 8226 a vyhodnocení, jestli se jedná o platný název souboru |
| 141    | 008D   | nalezení ukončovacího znaku příkazu Basicu                                         |
| 144    | 0090   | čtení čísla a jeho uložení do registru BC                                          |
| 156    | 0096   | čtení řetězce na adrese 8226 o délce nejvýše 10 znaků                              |
| 186    | 00BA   | zakázání kártridže LKDOSu a ukončení                                               |
|        | 00C6   | operace SAVE                                                                       |
|        | 00CC   | operace LOAD                                                                       |

LKDOS také implementuje rst 32 (čtení následujícího znaku za znakem na který ukazuje systémová proměnná CH ADD s vynecháním mezer a řídicích kódů), ale už neimplementuje rst 24 (čtení znaku, na který ukazuje systémová proměnná CH ADD). rst 8 v LKDOSu také funguje normálně.

### Ramdisk
Ramdisk byl dodáván na samostatné desce bez pamětí RAM, ty bylo nutné zakoupit samostatně. Ramdisk byl zálohovaný dvěma bateriemi AAA. Pro paměti byly obsaženy čtyři patice, do kterých bylo možné instalovat až 128 KiB paměti (čtyři čipy o velikosti 32 KiB, označené jako A - D). Pro dalších 128 KiB paměti bylo nutné druhou čtveřici pamětí připájet na první čtveřici pamětí, kromě pinu 20 (chip select). Ten bylo nutné připojit k desce tištěného spoje samostatným vodičem.
Paměť ramdisku se připojuje do horních 32 KiB DOCK paměti, což způsobuje konflikt s kátridžemi AROS a s pamětí řadiče FD-68.
Ke ovládání paměti ramdisku je použit port 7. Význam jednotlivých bitů hodnot odeslaných na tento port je následující:
| Port | 7 | 6                        | 5 | 4 | 3 | 2                           | 1                           | 0                           |
| 7    |   | zákaz zápisu do ramdisku |   |   |   | výběr použitého čipu paměti | výběr použitého čipu paměti | výběr použitého čipu paměti |

Hodnota bitů 0, 1 a 2 vybírá jednotlivé čipy následujícím způsobem:
| hodnota bitů | 7 | 3 | 5 | 1 | 6 | 2 | 4 | 0 |
| vybraný čip  | A | B | C | D | E | F | G | H |

Po jakémkoliv použití ramdisku je nakonec vybrán čip H. Díky tomu může být do čipu H nahrán AROS program, který pak funguje stejně, jako kdyby byl na AROS kártridži.
Obsluha ramdisku byla přidána do LKDOS EPROM verze 2. Při připojeném ramdisku je možné při startu počítače stisknutím klávesy J vybrat ramdisk jako výchozí disketovou jednotku, není pak nutné použít GOTO 4. Kvůli obsluze ramdisku, byl z EPROM odstraněna proporcionální znaková sada pro okna, která byla přítomna v EPROM verze 1. Pro použití této sady ji bylo nutné nahrát do paměti počítače a aktivovat příkazem PRINT #4: POKE 8219,Chars-256.
Před prvním použitím ramdisku je nutné ramdisk inicializovat příkazem PRINT #4: GO TO 4: PRINT #4: FORMAT "n", kde n je počet instalovaných paměťových čipů.

### Známé problémy
V případě připojeného současného použití LKDOSu a A&J Printer Interface se při pokusu uložit data příkazem SAVE na kazetu se systém zhroutil. Oprava tohoto problému nebyla plánována.
Některé základní desky Larken ramdisku měly naletovanou jednu diodu obráceně, což způsobovalo rychlé vybití baterie a CRC chyby při použití příkazu RANDOMIZE USER 100: VERIFY "".
Při zobrazení katalogu příkazem CAT "" se kromě seznamu souborů mohl objevit společně CRC chybou. V tomto případě to znamená, že došlo k CRC chybě a seznam souborů je starý seznam z předcházejícího spuštění příkazu CAT "".